# Мали Табор
Мали Табор је насељено место у саставу општине Хум на Сутли у Крапинско-загорској жупанији, Хрватска. До територијалне реорганизације у Хрватској налазио се у саставу старе општине Преграда.

## Становништво
На попису становништва 2011. године, Мали Табор је имао 348 становника.

## Попис1991.
На попису становништва 1991. године, насељено место Мали Табор је имало 379 становника, следећег националног састава:
| Попис 1991.‍ | Попис 1991.‍ | Попис 1991.‍ | Попис 1991.‍ | Попис 1991.‍ |
| ----------- | ----------- | ----------- | ----------- | ----------- |
|             |             |             |             |             |
| Хрвати      | Хрвати      |             | 344         | 90,76%      |
| Словенци    | Словенци    |             | 29          | 7,65%       |
| Југословени | Југословени |             | 2           | 0,52%       |
| непознато   | непознато   |             | 4           | 1,05%       |
| укупно: 379 |             |             |             |             |